# Woolpack Island
Woolpack Island ist eine schmale und 2,5 km lange Insel vor der Graham-Küste des Grahamlands auf der Antarktischen Halbinsel. Im Archipel der Biscoe-Inseln liegt sie 6 km nordöstlich der Vieugué-Insel auf der Westseit des Grandidier-Kanals.
Entdeckt und benannt wurde die Insel im August 1935 bei der British Graham Land Expedition (1934–1937) unter der Leitung des australischen Polarforschers John Rymill. Der genaue Benennungshintergrund ist unklar.